# Гартенфельс
Гартенфельс (нім. Hartenfels) — громада в Німеччині, розташована в землі Рейнланд-Пфальц. Входить до складу району Вестервальд. Складова частина об'єднання громад Зельтерс (Вестервальд).
Площа — 8,15 км2. Населення становить 769 ос. (станом на 31 грудня 2020).

## Галерея

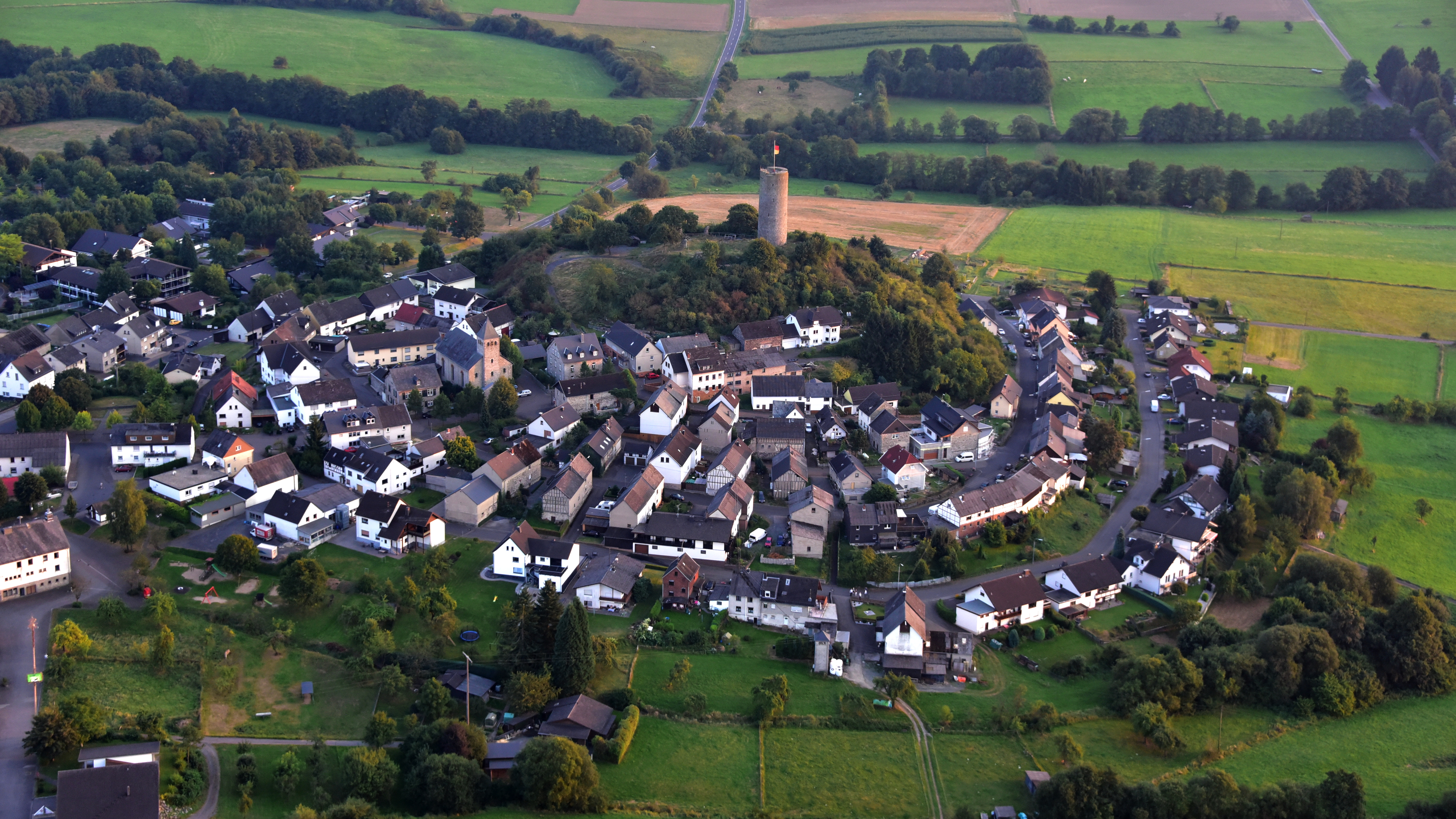
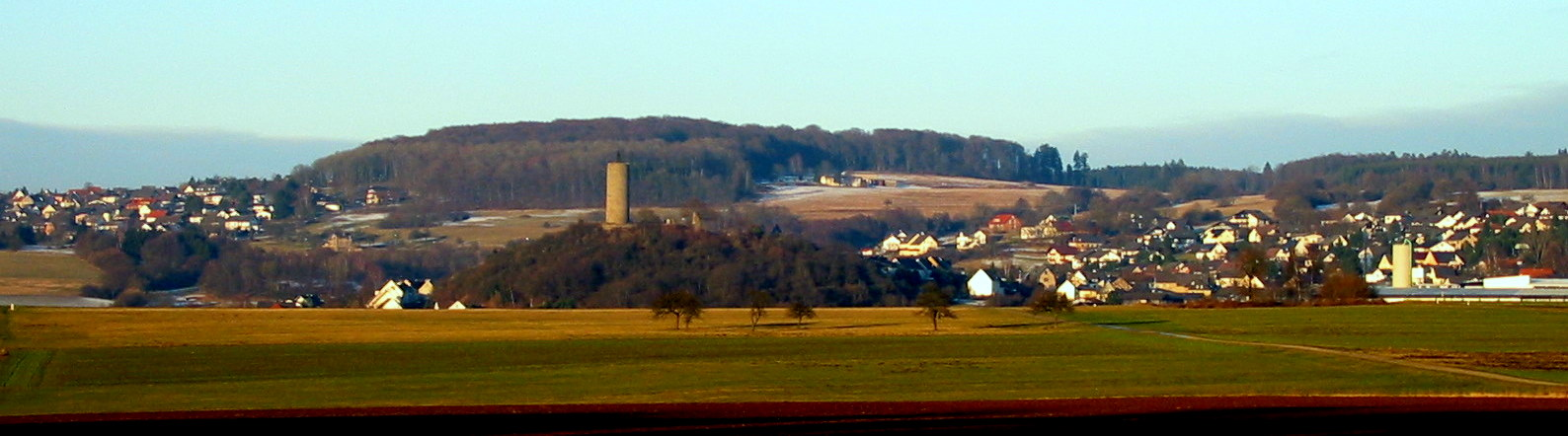
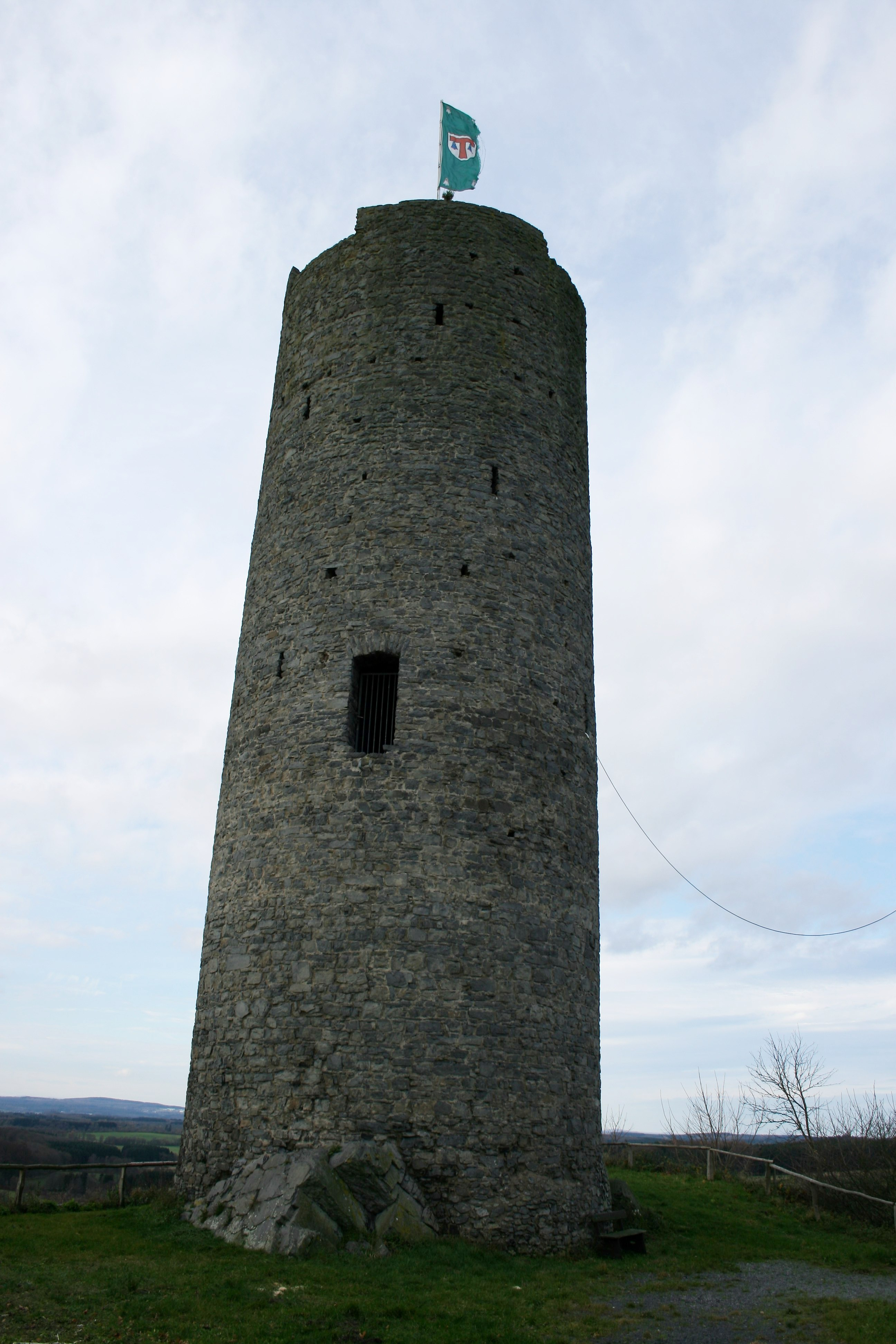
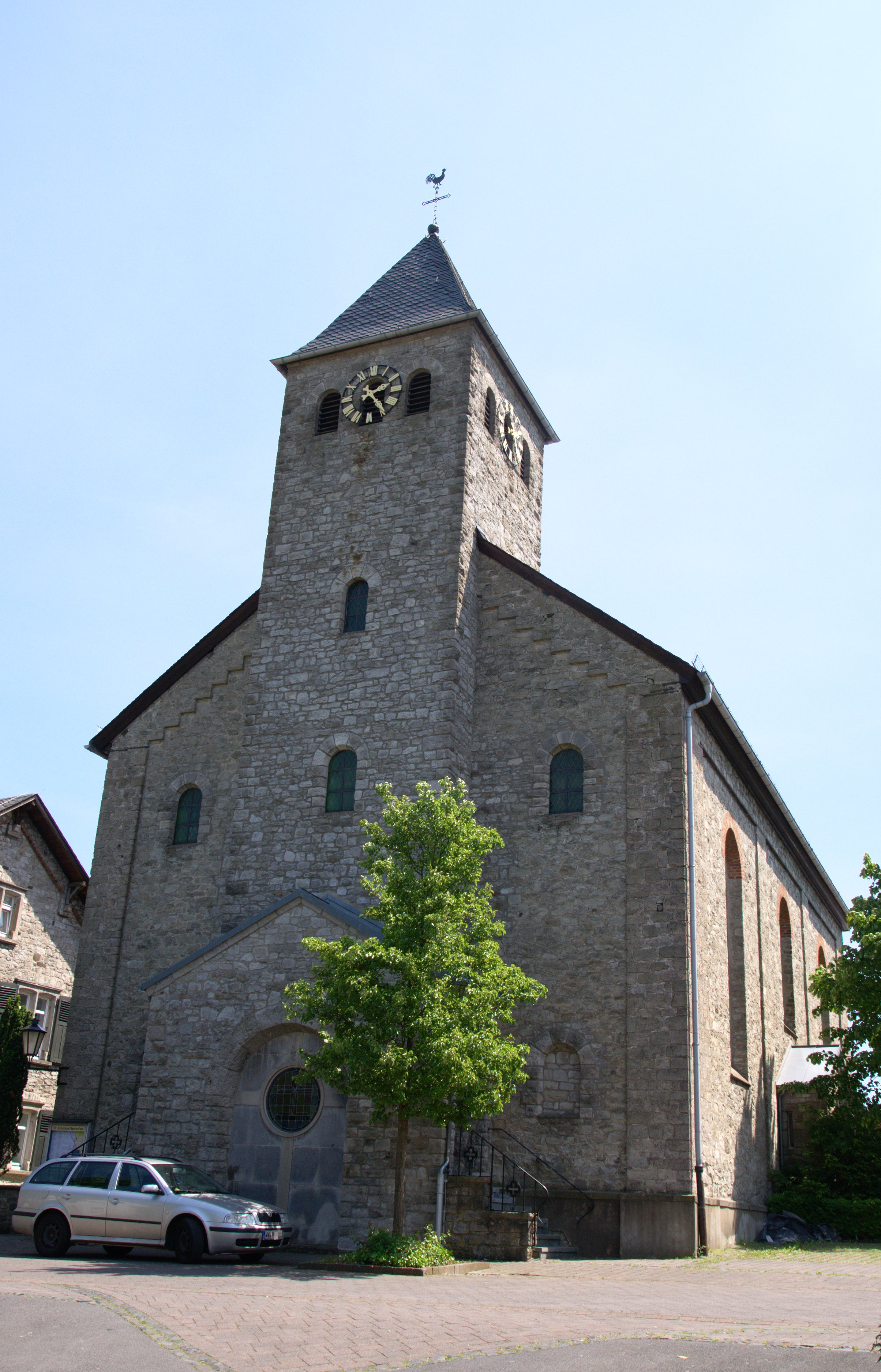